# 裸の少年
『裸の少年』（はだかのしょうねん）は、2001年4月7日から2023年11月4日まで、テレビ朝日系列で断続的に放送されていたバラエティ番組である。

## 概要
ジャニーズJr.メインの番組として、土曜の深夜帯で放送を開始。主に風間俊介や長谷川純が全体の進行役を担っていた。「21世紀の男はカッコよくなくてはならない」をキャッチフレーズに、パジャマ姿のJr.たちが男を磨くための最新情報を紹介していた。
土曜の夕方に時間帯を移してからは、日本のグルメ界を代表する「食の七賢人」とジャニーズのメンバーがテーマに沿ったお店を食べ歩くグルメ番組として続いた。2008年1月5日には放送300回を記念して1時間半スペシャルが放送された。
2009年9月に一旦番組を終了するも、2018年6月より土曜の昼に時間帯を移し、出演者にHiHi Jetsと東京B少年を据える形で、9年ぶりに放送が再開された。以前と同様にグルメを主軸に据えつつも、数々の試練を乗り越えてきた先輩芸能人から“芸能界で生き抜く術”を学ぶ「学び飯」や、困っている人たちをDIYで助ける「お助け隊」などのコーナーを展開するロケ番組として再開。
2019年10月からは、土曜夕方に放送時間帯を変更。番組内容もロケ番組からスタジオ収録のトークバラエティ番組に変わり、スタジオに登場する3人中の1人の“うそつきさん”を見つけ出すクイズバトル「見破れ!!うそつき3（さん）」という“真実を見抜く目”を試すという形にリニューアルした。
2020年には、HiHi Jetsと美 少年が1泊2日の合宿を敢行。その様子と彼らの公演『パパママ一番 裸の少年 夏祭り!』が収録されたDVDが、ジャニーズアイランドストア オンラインで予約限定生産商品として発売された。当初は2020年6月22日に発売予定であったが、同年4月から5月にかけて発令された緊急事態宣言と、それに伴う製造ラインの臨時休業に伴い、同年7月13日に発売が延期された。
2021年4月17日放送分より「HiHi Jetsと美 少年の真剣勝負、〜バトるHiHi少年〜」と題し、第2期開始当初と同様に先輩芸能人を絡めつつ、HiHi Jetsと美 少年のどちらがより「デキるグループ」なのかを、先輩から出されるミッションへの挑戦を通してバトルしていくという形で、再度大幅に番組内容がリニューアルされた。同年11月20日には初の1時間スペシャルが放送された。

## 突然のシリーズ終了
2023年4月8日放送分から、番組最終回となった同年11月4日放送分までは、番組タイトルを『♯裸の少年』（はだかのしょうねんシャープ）に変更。東西から次世代のジャニーズJr.が集結し、毎週さまざまなテーマで対決する形にリニューアルされた。この三度のリニューアルからわずか半年余りでの番組終了は、同年より表面化したジャニー喜多川性加害問題の影響を受けてのことで、番組終了に先立つ10月31日のテレビ朝日社長定例会見において、本番組を11月4日で22年7か月にわたる放送を打ち切りとし、これに替わる番組を放送する方針であることが発表されている。11月4日の最終回の放送内では番組終了についての説明は行われず、後番組には旅番組『カクエキ!』が放送された。

## 出演者

### 第1期
土曜深夜時代
- 風間俊介、 長谷川純、ジミーMackey、 赤西仁、田口淳之介
- 上里亮太、上田竜也、加藤成亮、亀梨和也、五関晃一、越岡裕貴、小森輝明、小山慶一郎、セオン・エディ、高井宙也、武内幸太朗、田中聖、東新良和、服部将也、中丸雄一、福田悠太、藤ヶ谷太輔、増田貴久、松崎祐介、宮城俊太、ラファイ・エディ、藁谷亮太、加藤幸宏、川村陵、長谷部隼、内澤祐豊、河合郁人、辰巳雄大、塚田僚一、戸塚祥太、横尾渉、飯田恭平、草野博紀、有賀達也

土曜夕方時代
- 生田斗真、風間俊介、長谷川純、ジミーMackey、KAT-TUN
- NEWS
- Musical Academy
  - 秋山純、屋良朝幸

- Kis-My-Ft2
  - 北山宏光、藤ヶ谷太輔
  - 玉森裕太、横尾渉、千賀健永、二階堂高嗣、宮田俊哉（不定期出演）

- A.B.C-Z
- 食の七賢人
  - 道場六三郎・岸朝子・服部幸應・陳建一・土井善晴・佐野実

### 第2期
土曜夕方時代
- HiHi Jets[3]
- 美 少年[3][注 1]
- タカアンドトシ
- 小峠英二
- 久保田直子（テレビ朝日アナウンサー）
- 野上慎平（テレビ朝日アナウンサー）

## ナレーション

### 第1期
- 近石真介
- 羽佐間道夫
- 田畑祐一（テレビ朝日アナウンサー）

### 第2期
- 千葉聡司
- 岩居由希子
- 津村まこと

## スタッフ

### 第1期
- 構成：KIKO、須平敦宣
- カメラ：中島せいや（ウイウイスタヂオ）
- VTR編集：小林淳二・西田和将（ビデオ・パック・ニッポン）
- MA：大形省一（ビデオ・パック・ニッポン）
- 音効：竹内陽・古谷幸子（TSP）
- 美術デザイン：森永牧子
- 美術進行：金原典代（テレビ朝日クリエイト）
- フードコーディネーター：結城摂子
- CG：福田隆之
- タイムキーパー：長谷川夏子
- デスク：星野敬子
- AD (アシスタントディレクター) ：横田侑子、浜田吉識
- ディレクター：井上淳矢、引地夏規、松岡信行、梶山飛博
- プロデューサー：ビッキー（船引貴史） → 粟井淳
- チーフプロデューサー：佐藤信也
- ゼネラルプロデューサー：清水克也
- 制作協力：ジャニーズ事務所
- 制作著作：テレビ朝日

### 第2期
- 構成：石原健次、小杉四駆郎、白野敦久
- TM：小林恭大
- TD/SW：樗木真弥
- カメラ：首藤祥太、千ヶ崎祐介、宮内大翼（宮内→以前はTM→一時離脱）
- MIX：安食愛美
- VE：鈴木太作、二宮紗那
- 照明：三澤孝至、井場琢哉、吉原由樹
- 美術：北浦浩一郎
- デザイン：小林千映、濱野恭平
- 美術進行：三木晴加
- 大道具：岡本裕舞
- メイク：川口カツラ店、佐野真夏
- 編集：千葉雄斗、平間梨絵、井上瑞貴
- MA：末長美有
- 音効：大峡邦彦、岩谷知朗
- 編成：熊谷和也
- 宣伝：村上理絵
- デスク：永野智子
- 技術：テイクシステムズ、共立ライティング、ヌーベルアージュ、東京オフラインセンター
- 美術協力：テレビ朝日クリエイト
- リサーチ：広瀬直樹、岩間丈倫、但馬昌樹、藤原武仁
- 制作スタッフ：石山和弥、川野広大、伊藤瑛里子、山際晴樹、黒田永達、小川麻里奈、小田切李緒
- AP：小林智武、植木やよい
- ディレクター：萩原妃奈子（制作スタッフの回あり）、栗原大祐、矢野昭彦、加用裕紀、浦嵜優、徳永高、井筒栄志、松尾竜二
- 演出：畠中洋介
- プロデューサー：藤本周二、細越貴子（オフィスぼくら）
- ゼネラルプロデューサー：奥田創史
- 制作協力：オフィスぼくら
- 制作：テレビ朝日ビジネスソリューション本部 コンテンツ編成局第2制作部
- 制作著作：テレビ朝日

#### 過去のスタッフ
- 構成：酒井健作、樅野太紀、谷口マサヒト、オンダユウ、鈴木おさむ、都築浩
- TM：高田格、久保田春記
- TD：宮本邦慶
- TD/SW：佐藤邦彦
- 美術：近藤千春
- 美術進行：野口香織
- 大道具：林広一郎、作田慎之介
- 電飾：阿久津若菜
- モニター：栗野熊太
- システム：入江智喜
- TK：満松美弥子
- 編成：沼田真明、岡村地郎、北田暢子
- 宣伝：尾木実愛
- 特別協力：ジャニーズ事務所
- 制作スタッフ：宇佐美雄也、林遼亮、鎌田若葉、柴山英俊、桐山宙大
- ディレクター：伊藤竜太
- チーフディレクター：中原芳、日野力
- プロデューサー：船引貴史、徳江長政（エスピーボーン）
- チーフプロデューサー：清水克也

## ネット局と放送時間

### 第1期
| 放送地域       | 放送局         | 放送時間                     | 備考                                                         |
| -------------- | -------------- | ---------------------------- | ------------------------------------------------------------ |
| 関東広域圏     | テレビ朝日     | 土曜 17:00 - 17:30           | 制作局                                                       |
| 北海道         | 北海道テレビ   | 金曜 1:01 - 1:31（木曜深夜） | 番組開始当初からネットしていたが、2001年11月30日で打ち切り。 |
| 青森県         | 青森朝日放送   | 火曜 16:30 - 17:00           |                                                              |
| 秋田県         | 秋田朝日放送   | 土曜 17:00 - 17:30           | 制作局と同時刻だが、遅れネット。                             |
| 長野県         | 長野朝日放送   | 火曜 1:15 - 1:45（月曜深夜） |                                                              |
| 静岡県         | 静岡朝日テレビ | 土曜 16:55 - 17:25           |                                                              |
| 中京広域圏     | メ〜テレ       | 土曜 10:27 - 10:57           | [ 注 3 ]                                                     |
| 近畿広域圏     | 朝日放送       | 月曜 0:40 - 1:10（日曜深夜） | [ 注 4 ]                                                     |
| 香川県・岡山県 | 瀬戸内海放送   | 土曜 0:30 - 1:30（日曜深夜） |                                                              |
| 愛媛県         | 愛媛朝日テレビ | 火曜 0:55 - 1:25（火曜深夜） | [ 注 5 ]                                                     |
| 大分県         | 大分朝日放送   | 金曜 16:00 - 17:00           |                                                              |
| 鹿児島県       | 鹿児島放送     | 火曜 1:40 - 2:10（月曜深夜） |                                                              |

- 2008年1月5日には300回記念スペシャル(16:30 - 17:55)を放送した。深夜に放送しているメ〜テレでもこの日は同時ネットした。

### 第2期・土曜午前時代
| 放送地域   | 放送局     | 放送時間           | 備考   |
| ---------- | ---------- | ------------------ | ------ |
| 関東広域圏 | テレビ朝日 | 土曜 10:30 - 11:10 | 制作局 |

### 第2期・土曜夕方時代
| 放送地域       | 放送局         | 放送時間                     | 備考                                                    |
| -------------- | -------------- | ---------------------------- | ------------------------------------------------------- |
| 関東広域圏     | テレビ朝日     | 土曜 16:00 - 16:30           | 制作局                                                  |
| 岩手県         | 岩手朝日テレビ | 土曜 16:00 - 16:30           | 同時ネット                                              |
| 宮城県         | 東日本放送     | 月曜 1:05 - 1:35（日曜深夜） | 2021年8月9日からネット開始。                            |
| 香川県・岡山県 | 瀬戸内海放送   | 月曜 0:55 - 1:25（日曜深夜） | 2020年9月28日から遅れネット開始。                       |
| 熊本県         | 熊本朝日放送   | 水曜 0:50 - 1:20（火曜深夜） | 2020年3月28日まで同時ネット、4月15日から遅れネット。    |
| 鹿児島県       | 鹿児島放送     | 土曜 16:00 - 16:30           | 2020年4月開始、テレビ朝日と同時間帯放送だが遅れネット。 |
| 大分県         | 大分朝日放送   | 日曜 10:00 - 10:30           | 2020年7月5日からネット開始。                            |

### インターネット配信
最新回配信はテレビ朝日の放送日基準。
| 配信元               | 更新日時        | 配信期間 | 備考                             |
| -------------------- | --------------- | -------- | -------------------------------- |
| テレ朝キャッチアップ | 土曜 16:30 更新 | 7日      | テレビ朝日の最新回限定で無料配信 |
| TVer                 | 土曜 16:30 更新 | 7日      | テレビ朝日の最新回限定で無料配信 |
| TELASA               | 過去分          | 過去分   | 有料配信                         |